# Anna Siemsen
Anna- Marie Siemsen (Mark, 18 gennaio 1882 – Amburgo, 22 gennaio 1951) è stata una politica, pacifista, pedagogista europeista e scrittrice tedesca.

## Biografia
Nata nella località di Mark, oggi quartiere di Hamm, seconda di cinque figli, proviene da famiglia protestante. Studiosa e appassionata di studi filosofici, è tra le prime donne in Germania a frequentare l'università e a ottenere un Dottorato. Si occupa principalmente di pedagogia e filosofia. Nel 1909, dopo l'esame di Stato ottiene alcune cattedre nei licei di Detmold, Brema e Düsseldorf. La Prima guerra mondiale segna un punto di svolta nella sua vita: si iscrive al Partito antimilitarista Socialdemocratico Indipendente (Uspd), e aderisce a diverse associazioni pacifiste e femministe, anche internazionali. Negli anni '20 entra a far parte del consiglio della città di Düsseldorf (per conto dell’Uspd) e si occupa di amministrazione scolastica; nello stesso periodo si occupa di alcune riforme scolastiche anche a Berlino e in Turingia. Nel 1923 inizia le sue lezioni di pedagogia presso l'Università di Jena. 
Eletta al parlamento tedesco, dopo due anni si dimette volontariamente (1930) perché non condivide il sostegno del partito al riarmo e lascia definitivamente l'Uspd. Successivamente il governo della Turingia la priva del titolo di docente ordinario, perché firma una petizione per Emil Julius Gumbel, collega, matematico e pubblicista perseguitato per le sue idee politiche. 
Con l'avvento del nazismo, Anna Siemsen si sposta in Svizzera. Nel 1934 sposa il segretario locale della Gioventù operaia svizzera, Walter Vollenweider (1903-1971); il matrimonio garantisce a lei la cittadinanza e salva lui, che è omosessuale, dal carcere. Nel periodo svizzero Anna riprende a svolgere attività politiche in pubblico e si iscrive al Partito Socialista Svizzero. Cerca di coinvolgere anche le donne in tutte le sue attività e fino al 1946 dirige il quotidiano femminile socialista svizzero “Die Frau in Leben und Arbeit” (“La donna nella vita e nel lavoro”). Collabora anche alla stesura della pubblicazione Die Frau im neuen Europa (La donna nella nuova Europa), edito nel 1945 dall’Europa-Union per proporre la soluzione federale elvetica come nuova forma di organizzazione statale.
Al termine della seconda guerra mondiale rientra in Germania e tiene un corso per la formazione degli insegnanti della scuola primaria. Per due anni insegna Letteratura moderna all'Università di Amburgo e dopo il 1949 è docente di pedagogia presso la stessa Università.
Il 22 gennaio 1951, a sessantanove anni, muore ad Amburgo. La sua tomba si trova nell'Osnabrück Hasefriedhof.

## Idee politiche
Anna Siemsen è considerata un’antesignana dell’europeismo, teorizza infatti i concetti di scuole comuni, moneta comune e mercato comune già al tempo della Prima Guerra Mondiale. È inoltre partecipante attiva del movimento socialista per gli Stati uniti d’Europa già durante la Repubblica di Weimar. Il suo progetto 'europeo' si fonda su alcuni principi fondamentali: l’unità economica (sulla base delle idee socialiste), l’unità politica (da raggiungere tramite una federazione di repubbliche democratiche), il diritto civile comune e la garanzia della libertà di circolazione (non solo delle merci ma anche delle persone). 
Durante la prima Guerra Mondiale abbraccia tesi pacifiste e antimilitariste. Si avvicina a molte associazioni femministe. 
Importante notare come la sua concezione pedagogica sia connessa a quella della società: il suo obiettivo educativo è la formazione della personalità individuale nell’ambito di una comunità solidale, pacifica, plurilingue, multiculturale e plurireligiosa. Critica in modo durissimo i testi scolastici dell’epoca, pieni di nazionalismo e ne immagina di nuovi, fondati su una diversa rappresentazione della società europea, per trasmettere «come la cultura europea è uscita lottando dalla superstizione e dalla barbarie, quali sacrifici si sono resi necessari per avere non un Impero tedesco ma la società d’oggi, e quali pericoli la minacciano».